# Samut Sakhon Province Stadium
Das Samut Sakhon Province Stadium (Thai สนามกีฬาจังหวัดสมุทรสาคร) ist ein Mehrzweckstadion in Samut Sakhon in der Provinz Samut Sakhon, Thailand. Es wird derzeit hauptsächlich für Fußballspiele genutzt und ist das Heimstadion vom thailändischen Drittligisten Samut Sakhon City Football Club. Das Stadion hat eine Kapazität von 3500 Personen. Eigentümer und Betreiber des Stadions ist die Samut Sakhon Provincial Administration Organization.

## Nutzer des Stadions
| Verein          | Zeitraum der Nutzung |
| --------------- | -------------------- |
| Samut Sakhon FC | 2011 bis heute       |